# Gimnastika na Poletnih olimpijskih igrah 2012
Gimnastika na Poletnih olimpijskih igrah 2012. Tekmovanja so potekala v osmih disciplinah za moške in šestih za ženske v športni gimnastiki, dveh disciplinah za ženske v ritmični gimnastiki ter po eni disciplini za moške in ženske na prožni ponjavi.

## Športna gimnastika

### Dobitniki medalj
| Disciplina         | Zlato                                                                     | Srebro                                                                                   | Bron                                                                                            |
| Parter             | Kaj Zou (CHN)                                                             | Kohei Učimura (JPN)                                                                      | Denis Abljazin (RUS)                                                                            |
| Konj z ročaji      | Krisztian Berki (HUN)                                                     | Louis Smith (GBR)                                                                        | Max Whitlock (GBR)                                                                              |
| Krogi              | Arthur Nabarrete Zanetti (BRA)                                            | Jibing Čen (CHN)                                                                         | Matteo Morandi (ITA)                                                                            |
| Preskok            | Hak Seon Jang (KOR)                                                       | Denis Abljazin (RUS)                                                                     | Igor Radivilov (UKR)                                                                            |
| Bradlja            | Že Feng (CHN)                                                             | Marcel Nguyen (DEU)                                                                      | Hamilton Sabot (FRA)                                                                            |
| Drog               | Epke Zonderland (NED)                                                     | Fabian Hambuchen (DEU)                                                                   | Kaj Zou (CHN)                                                                                   |
| Mnogoboj posamično | Kohei Učimura (JPN)                                                       | Marcelo Nguyen (DEU)                                                                     | Danell Leyva (USA)                                                                              |
| Mnogoboj ekipno    | Kitajska · Jibing Čen · Kaj Zou · Že Feng · Weiyang Guo · Chenglong Zhang | Japonska · Ryohei Kato · Kazuhito Tanaka · Yusuke Tanaka · Kohei Učimura · Koji Yamamuro | Združeno kraljestvo · Sam Oldham · Daniel Purvis · Louis Smith · Kristian Thomas · Max Whitlock |

### Dobitnice medalj
| Disciplina          | Zlato                                                                           | Srebro                                                                                             | Bron                                                                                        |
| Parter              | Alexandra Raisman (USA)                                                         | Catalina Ponor (ROM)                                                                               | Alja Mustafina (RUS)                                                                        |
| Preskok             | Sandra Raluca Izbasa (ROM)                                                      | Mc Kayla Maroney (USA)                                                                             | Maria Paseka (RUS)                                                                          |
| Dvovišinska bradlja | Alija Mustafina (RUS)                                                           | Kešjin He (CHN)                                                                                    | Elizabeth Tweddle (USA)                                                                     |
| Gred                | Linlin Deng (CHN)                                                               | Lu Sui (CHN)                                                                                       | Alexandra Raisman (USA)                                                                     |
| Mnogoboj posamično  | Gabrielle Douglas (USA)                                                         | Viktorija Komova (RUS)                                                                             | Alija Mustafina (RUS)                                                                       |
| Mnogoboj ekipno     | ZDA · Gabby Douglas · Jordyn Wieber · Aly Raisman · Kyla Ross · McKayla Maroney | Rusija · Aliya Mustafina · Viktoria Komova · Ksenia Afanasyeva · Anastasia Grishina · Maria Paseka | Romunija · Cătălina Ponor · Larisa Iordache · Diana Bulimar · Sandra Izbașa · Diana Chelaru |

## Ritmična gimnastika

### Dobitnice medalj
| Disciplina | Zlato | Srebro | Bron |
| Posamično  | Evgenija Kanejeva (RUS) | Darija Dmitrijeva (RUS) | Ljuba Čarkašina (BLR)                                                                                              |
| Ekipno     | Rusija · Ksenia Dudkina · Alina Makarenko · Uliana Donskova · Anastasia Bliznyuk · Karolina Svastyanova · Anastasia Nazarenko | Belorusija · Maryna Hancharova · Anastasiya Ivankova · Nataliya Leshchyk · Aliaksandra Narkevich · Kseniya Sankovich · Alina Tumilovich | Italija · Elisa Blanchi · Romina Laurito · Marta Pagnini · Elisa Santoni · Anzhelika Savrayuk · Andreea Stefanescu |

## Prožna ponjava

### Dobitniki medalj
| Disciplina | Zlato           | Srebro                | Bron             |
| Posamično  | Dong Dong (CHN) | Dimitrij Ušakov (RUS) | Čunlong Lu (CHN) |

### Dobitnice medalj
| Disciplina | Zlato                     | Srebro             | Bron          |
| Posamično  | Rosannagh MacLennan (CAN) | Šanšan Huang (CHN) | Vena He (CHN) |

## Medalje po državah
| Poz    | Država              | Zlato | Srebro | Bron | Skupaj |
| 1      | Kitajska            | 5     | 4      | 3    | 12     |
| 2      | ZDA                 | 3     | 1      | 2    | 6      |
| 3      | Rusija              | 3     | 5      | 4    | 12     |
| 4      | Japonska            | 1     | 2      | 0    | 3      |
| 5      | Romunija            | 1     | 1      | 1    | 3      |
| 6      | Brazilija           | 1     | 0      | 0    | 1      |
| 6      | Madžarska           | 1     | 0      | 0    | 1      |
| 6      | Južna Koreja        | 1     | 0      | 0    | 1      |
| 6      | Nizozemska          | 1     | 0      | 0    | 1      |
| 6      | Kanada              | 1     | 0      | 0    | 1      |
| 11     | Nemčija             | 0     | 3      | 0    | 3      |
| 12     | Združeno kraljestvo | 0     | 1      | 3    | 4      |
| 13     | Belorusija          | 0     | 1      | 1    | 2      |
| 14     | Italija             | 0     | 0      | 2    | 2      |
| 15     | Francija            | 0     | 0      | 1    | 1      |
| 15     | Ukrajina            | 0     | 0      | 1    | 1      |
| Skupaj | Skupaj              | 18    | 18     | 18   | 54     |